# Попелівка чубата
{{#ifeq:0|0|{{#if:Tephroseris papposa|{{#if:|[[]}}|[[]]}}}}
Попелівка чубата (Tephroseris papposa) (ще відома як жовтозілля чубате = Senecio papposus) — вид квіткових рослин з родини айстрових (Asteraceae).

## Біоморфологічна характеристика
Це трав'яниста багаторічна рослина. Кореневище коротке. Стебла 30–130 см заввишки, прямовисні, гладкі при основі, шорсткі вище. Приземні листки від яйцеподібних до видовжено-еліптичних, раптово перетворюються на ніжку, яка приблизно вдвічі довша за пластинку. Листкова пластинка мілкозубчаста, 10–25 × 2–5 см. Стеблові листки лінійно-ланцетні, сидячі, з вивороту павутинисті. Суцвіття складається з 5—15 голів, які 3–4 см у діаметрі, язичкові квітки золотисто-жовті, 10–15 мм завдовжки. Плодами є ± циліндричні сім'янки з тьмяною, коричневою, гладкою поверхнею, але іноді слабко волосатою. Папуси присутні. 2n=40

## Поширення
Вид росте в Європі: Албанія, Болгарія, Словаччина, Польща, Румунія, Туреччина в Європі, Україна, Боснія і Герцеговина, Чорногорія, Хорватія, Македонія, Сербія.
В Україні вид росте на гірських луках — у Карпатах, спорадично.